# Izbruh (film)
Izbruh (izvirno angleško Outbreak) je film katastrofe režiserja Wolfanga Petersona iz leta 1995. V glavnih vlogah nastopajo Dustin Hoffman, Rene Russo, Morgan Freeman in Kevin Spacey.
Film se osredotoča na izbruh izmišljenega virusa Motaba v Zairu, nato pa še v izmišljenem mestu Cedar Creek v Kaliforniji, ZDA.
Nominiran je bil za številne nagrade, vendar ni prejel nobene večje. V javnosti je sicer močno osvetlil vprašanje odziva vladnih agencij in vojske na morebiten izbruh hude nalezljive bolezni, ki bi lahko povzročila obsežno katastrofo. Istega leta, nekaj mesecev za izidom filma, je sicer prišlo do resničnega izbruha virusa Ebole v DR Kongo.

## Zgodba
Leta 1967 izbruhne smrtonosna virusna hemoragična mrzlica, imenovana Motaba, v vojaškem oporišču v Zairu. Ameriška vojska zakrije njen izbruh z bombardiranjem oporišča.
30 let pozneje bolezen ponovno izbruhne v Zairu. Poročnik Sam Daniels, virolog v Medicinskem raziskovalnem inštitutu ameriške vojske za nalezljive bolezni (USAMRIID), je poslan v območje, da razišče okoliščine izbruha. Po povratku v ZDA Daniels prosi svojega nadrejenega, brigadirja generala Billya Forda, za izdajo opozorila, kar pa slednji zavrne. Medtem je v ZDA nelegalno pretihotapljena okužena žival, beloglava kapucinka. Jimbo Scott, zaposlen v zbirališču poskusnih živali Biotest, ukrade opico in jo skuša prodati na črnem trgu v Cedar Creeku. Med vožnjo do mesta se Jimbo okuži z virusom.
Med sklepanjem posla se okuži tudi lastnik prodajalne za živali, po neuspelem poslu pa Jimbo spusti opico na prosto v gozd. Med letom v Boston začne kazati znake bolezni, po prihodu na letališče pa preko poljuba okuži še svojo dekle. Oba sta v nekaj dneh hospotalizirana v bolnišnico, kjer umreta. Robby Kreough, znanstvenica na Centru za nadzor in preprečevanje bolezni (CDC) in bivša žena Danielsa, pride do sklepa, da se v Bostonu ni okužil nobeden človek več. Medtem se laborant v Cedar Creeku pri preiskavi krvi umrlega lastnika prodajalne po nesreči okuži z novim, mutiranim sevom virusa, ki se je zmožen širiti podobno kakor gripa po zraku. V nekaj dneh se okuži večje število prebivalcev v mestu.
Kmalu po tem prevzame nadzor nad mestom vojska ter vzpostavi karanteno. Ford poskuša pozdraviti obolele s skrivnostnim antiserumom E-1101, Daniels pa kmalu spozna, da serum ni eksperimentalen, pač pa je bil predhodno izdelan za zdravljenje virusne okužbe. Kljub temu serum ne pomaga obolelim, saj so okuženi z mutiranim sevom virusa. Daniels se sooči s Fordom, ki mu prizna, da je odstranil vse podatke o virusu zaradi nacionalne varnosti in potencialne uporabe virusa v obliki biološkega orožja. Poleg tega mu izda tudi zaupne podatke o t. i. Operaciji Metla (angleško Clean Sweep), ki predvideva bombardiranje mesta. Major General Donald McClintok, ki je bil Fordov partner v afriškem oporišču ter odgovoren za njegovo uničenje leta 1967 in s tem za zakritje izbruha, načrtuje bombardiranje kot krinko za ponovno zakritje obstoja virusa, kar bi mu omogočilo nemoten nadaljnji razvoj virusa v vojaške namene.
McClintok označi Danielsa za okuženo osebo in naroči njegovo aretacijo, da bi mu preprečil izdelavo cepiva. Daniels in njegova ekipa medtem spoznajo, da je edina rešitev določena žival, v kateri je virus mutiral, ki nosi obenem tudi protitelesa proti mutiranemu sevu. Skupaj z majorjem Saltom uspeta pobegniti s helikopterjem. Po tem uspeta ugotoviti, da je gostiteljska žival že omenjena beloglava kapucinka, ki jo uspeta odkriti v pri neki družini. Z njihovo pomočju uspeta ujeti opico ter se izogniti poskusu sestrelitve po ukazu McClintoka. Ford izve za zajeto žival ter nemudoma prekliče bombardiranje mesta.
Po prihodu v mesto ekipa zmeša opičja protitelesa z antiserumom E-1101 ter s tem ustvari učinkovito cepivo, ki pozdravi Robby. Ne glede na to McClintok ponovno ukaže bombardiranje, zaradi česar se Daniels in Salt postavita s helikopterjem na pot bombniku ter uspeta prepričati pilota, da je bombardiranje zaradi odkritja cepiva nepotrebno; pilot nato spusti bombo nad morjem namesto nad mestom. Zaradi prikrivanja podatkov predsedniku in obsedenosti z virusom Ford razreši McClintoka njegovih dolžnosti ter ukaže njegovo aretacijo. Sam in Robby se na koncu pobotata, ostali prebivalci pa so uspešno pozdravljeni.